# Jugoszlávia az 1968. évi téli olimpiai játékokon
Jugoszlávia a franciaországi Grenoble-ban megrendezett 1968. évi téli olimpiai játékok egyik részt vevő nemzete volt. Az országot az olimpián 4 sportágban 30 sportoló képviselte, akik érmet nem szereztek.

## Alpesisí
Férfi
| Versenyző     | Versenyszám      | Selejtező | Selejtező | Selejtező | Selejtező | Döntő    | Döntő    | Döntő    | Döntő    | Döntő      | Döntő      |
| Versenyző     | Versenyszám      | 1. futam  | 1. futam  | 2. futam  | 2. futam  | 1. futam | 1. futam | 2. futam | 2. futam | Összesítés | Összesítés |
| Versenyző     | Versenyszám      | Idő       | Hely.     | Idő       | Hely.     | Idő      | Hely.    | Idő      | Hely.    | Idő        | Helyezés   |
| ------------- | ---------------- | --------- | --------- | --------- | --------- | -------- | -------- | -------- | -------- | ---------- | ---------- |
| Jože Gazvoda  | Lesiklás         |           |           |           |           |          |          |          |          | 2:10,51    | 47.        |
| Jože Gazvoda  | Műlesiklás       | kizárták  | kizárták  | 59,82     | 3.        | kiesett  | kiesett  | kiesett  | kiesett  | kiesett    | kiesett    |
| Jože Gazvoda  | Óriás-műlesiklás |           |           |           |           | 1:58,26  | 62.      | 1:58,89  | 59.      | 3:57,15    | 58.        |
| Blaž Jakopič  | Lesiklás         |           |           |           |           |          |          |          |          | 2:11,00    | 51.        |
| Blaž Jakopič  | Műlesiklás       | 57,17     | 3.        | 55,07     | 1.        | 54,26    | 37.      | 1:03,22  | 31.      | 1:57,48    | 28.        |
| Blaž Jakopič  | Óriás-műlesiklás |           |           |           |           | 1:53,77  | 49.*     | 1:54,77  | 42.      | 3:48,54    | 43.        |
| Andrej Klinar | Lesiklás         |           |           |           |           |          |          |          |          | 2:09,61    | 41.        |
| Andrej Klinar | Műlesiklás       | 58,16     | 4.        | 59,36     | 2.        | kiesett  | kiesett  | kiesett  | kiesett  | kiesett    | kiesett    |
| Andrej Klinar | Óriás-műlesiklás |           |           |           |           | 1:55,89  | 56.      | 1:56,94  | 49.      | 3:52,83    | 52.*       |

Női
| Versenyző    | Versenyszám      | 1. futam | 1. futam | 2. futam | 2. futam | Összesítés | Összesítés |
| Versenyző    | Versenyszám      | Idő      | Hely.    | Idő      | Hely.    | Idő        | Helyezés   |
| ------------ | ---------------- | -------- | -------- | -------- | -------- | ---------- | ---------- |
| Majda Ankele | Lesiklás         |          |          |          |          | 1:52,13    | 36.        |
| Majda Ankele | Műlesiklás       | 43,33    | 13.      | 48,27    | 10.      | 1:31,60    | 12.        |
| Majda Ankele | Óriás-műlesiklás |          |          |          |          | 2:02,44    | 29.        |

* - egy másik versenyzővel azonos eredményt ért el

## Jégkorong
| Jugoszláv férfi jégkorongcsapat-játékoskeret                                               | Jugoszláv férfi jégkorongcsapat-játékoskeret                                | Jugoszláv férfi jégkorongcsapat-játékoskeret                                                  |
| ------------------------------------------------------------------------------------------ | --------------------------------------------------------------------------- | --------------------------------------------------------------------------------------------- |
| - Slavko Beravs - Albin Felc - Anton Jože Gale - Miroslav Gojanović - Rudi Hiti - Bogo Jan | - Ivo Jan - Vlado Jug - Ciril Klinar - Rudi Knez - Janez Mlakar - Ivo Ratej | - Viktor Ravnik - Franc Razinger - Boris Renaud - Franc Smolej - Roman Smolej - Viktor Tišler |

### Eredmények
Selejtező
| 1968. február 4. | Finnország (FIN) | 11 – 2 (3–0, 6–0, 2–2) | Jugoszlávia | Grenoble |

|  |  |  |  |  |
|  |  |  |  |  |
|  |  |  |  |  |
|  |  |  |  |  |

Helyosztó csoportkör
| 1968. február 7. | Jugoszlávia (YUG) | 5 – 1 (2–0, 0–0, 3–1) | Japán | Grenoble |

|  |  |  |  |  |
|  |  |  |  |  |
|  |  |  |  |  |
|  |  |  |  |  |

| 1968. február 9. | Jugoszlávia (YUG) | 6 – 0 (2–0, 2–0, 2–0) | Ausztria | Grenoble |

|  |  |  |  |  |
|  |  |  |  |  |
|  |  |  |  |  |
|  |  |  |  |  |

| 1968. február 13. | Franciaország (FRA) | 1 – 10 (0–6, 0–1, 1–3) | Jugoszlávia | Grenoble |

|  |  |  |  |  |
|  |  |  |  |  |
|  |  |  |  |  |
|  |  |  |  |  |

| 1968. február 16. | Jugoszlávia (YUG) | 9 – 5 (5–3, 1–1, 3–1) | Románia | Grenoble |

|  |  |  |  |  |
|  |  |  |  |  |
|  |  |  |  |  |
|  |  |  |  |  |

| 1968. február 17. | Norvégia (NOR) | 2 – 3 (1–1, 0–0, 1–2) | Jugoszlávia | Grenoble |

|  |  |  |  |  |
|  |  |  |  |  |
|  |  |  |  |  |
|  |  |  |  |  |

Végeredmény
| Csapat        | M | Gy | D | V | G+ | G– | Gk  | P  |
| ------------- | - | -- | - | - | -- | -- | --- | -- |
| Jugoszlávia   | 5 | 5  | 0 | 0 | 33 | 9  | +24 | 10 |
| Japán         | 5 | 4  | 0 | 1 | 27 | 12 | +15 | 8  |
| Norvégia      | 5 | 3  | 0 | 2 | 15 | 15 | 0   | 6  |
| Románia       | 5 | 2  | 0 | 3 | 22 | 23 | –1  | 4  |
| Ausztria      | 5 | 1  | 0 | 4 | 12 | 27 | –15 | 2  |
| Franciaország | 5 | 0  | 0 | 5 | 9  | 32 | –23 | 0  |

| Csapat      | Helyezés |
| ----------- | -------- |
| Jugoszlávia | 9.       |

## Sífutás
Férfi
| Versenyző      | Versenyszám | Eredmény      | Helyezés      |
| -------------- | ----------- | ------------- | ------------- |
| Mirko Bavče    | 15 km       | 53:10,7       | 45.           |
| Mirko Bavče    | 30 km       | 1:47:48,9     | 49.           |
| Alojz Kerštajn | 15 km       | 52:31,7       | 40.           |
| Alojz Kerštajn | 30 km       | 1:46:09,5     | 44.           |
| Alojz Kerštajn | 50 km       | 2:43:54,1     | 35.           |
| Janez Mlinar   | 15 km       | 52:54,4       | 43.           |
| Janez Mlinar   | 30 km       | 1:46:43,2     | 47.           |
| Janez Mlinar   | 50 km       | nem ért célba | nem ért célba |

## Síugrás
| Versenyző       | Versenyszám | 1. ugrás | 1. ugrás | 1. ugrás | 2. ugrás | 2. ugrás | 2. ugrás | Összesítés | Összesítés |
| Versenyző       | Versenyszám | Távolság | Pont     | Hely.    | Távolság | Pont     | Hely.    | Pont       | Helyezés   |
| --------------- | ----------- | -------- | -------- | -------- | -------- | -------- | -------- | ---------- | ---------- |
| Peter Eržen     | Normálsánc  | 73,0     | 67,6~    | 56.      | 70,5     | 95,6     | 25.      | 163,2      | 51.        |
| Peter Eržen     | Nagysánc    | 96,0     | 103,8    | 15.      | 87,5     | 57,9~    | 56.      | 161,7      | 44.        |
| Marjan Mesec    | Normálsánc  | 73,5     | 96,9     | 37.      | 69,0     | 88,2     | 43.      | 185,1      | 38.        |
| Marjan Pečar    | Normálsánc  | 76,5     | 104,7    | 15.      | 61,0     | 65,4     | 55.      | 170,1      | 46.        |
| Marjan Pečar    | Nagysánc    | 91,0     | 93,8     | 31.      | 81,5     | 79,0     | 46.      | 172,8      | 39.        |
| Peter Štefančič | Nagysánc    | 94,0     | 94,0     | 30.      | 85,0     | 79,4     | 45.      | 173,4      | 38.        |
| Ludvik Zajc     | Normálsánc  | 76,5     | 106,2    | 12.      | 71,5     | 99,2     | 17.*     | 205,4      | 14.**      |
| Ludvik Zajc     | Nagysánc    | 96,5     | 104,0    | 13.*     | 93,5     | 99,8     | 10.      | 203,8      | 9.         |

* - egy másik versenyzővel azonos eredményt ért el

** - két másik versenyzővel azonos eredményt ért el

~ - az ugrás során elesett